# Clarisia
La Clarisia és un gènere de la tribu de les artocàrpies que agrupa espècies d'arbres tropicals, similars als del gènere Artocarpus, distribuïts des de Mèxic fins al Perú.